# YAE1D1
YAE1D1 (англ. Yae1 domain containing 1) – білок, який кодується однойменним геном, розташованим у людей на 7-й хромосомі. Довжина поліпептидного ланцюга білка становить 226 амінокислот, а молекулярна маса — 25 299.
| 10         |  | 20         |  | 30         |  | 40         |  | 50         |
| ---------- |  | ---------- |  | ---------- |  | ---------- |  | ---------- |
| MSWVQAASLI |  | QGPGDKGDVF |  | DEEADESLLA |  | QREWQSNMQR |  | RVKEGYRDGI |
| DAGKAVTLQQ |  | GFNQGYKKGA |  | EVILNYGRLR |  | GTLSALLSWC |  | HLHNNNSTLI |
| NKINNLLDAV |  | GQCEEYVLKH |  | LKSITPPSHV |  | VDLLDSIEDM |  | DLCHVVPAEK |
| KIDEAKDERL |  | CENNAEFNKN |  | CSKSHSGIDC |  | SYVECCRTQE |  | HAHSENPSPT |
| WILEQTASLV |  | KQLGLSVDVL |  | QHLKQL     |  |            |  |            |

A: Аланін

C: Цистеїн

D: Аспарагінова кислота

E: Глутамінова кислота

F: Фенілаланін

G: Гліцин

H: Гістидин

I: Ізолейцин

K: Лізин

L: Лейцин

M: Метіонін

N: Аспарагін

P: Пролін

Q: Глутамін

R: Аргінін

S: Серин

T: Треонін

V: Валін

W: Триптофан

Задіяний у такому біологічному процесі, як альтернативний сплайсинг. 